# Ginette Neveu
Ginette Neveu (Parijs, 11 augustus 1919 – São Miguel, Azoren, 28 oktober 1949) was een Franse violiste.
Neveu begon met vioollessen toen ze vijf was en als zevenjarige gaf ze haar eerste concert in de Parijse Salle Gaveau. Haar ouders lieten haar daarna studeren bij Line Talluel en bij Jules Boucherit aan het Conservatorium van Parijs. Later kreeg ze nog les van George Enescu, Nadia Boulanger en Carl Flesch.
Toen ze 9 jaar was kreeg zij de eerste prijs aan de École Supérieure de Musique van Parijs en op 12-jarige leeftijd de eerste prijs van het Parijse Conservatorium.
Op vijftienjarige leeftijd brak ze internationaal door toen ze de internationale Wieniawski-wedstrijd voor violisten van 1935 in Polen won; ze liet onder meer de toekomstige virtuoos David Oistrach, die tweede werd, achter zich. Haar overwinning leverde haar een contract op voor een uitgebreide tournee die haar naar de grote concertzalen in Europa en Noord-Amerika bracht. Op 26 januari 1936 trad ze ook op in Diligentia, Den Haag. De recensent A.d.W. omschreef in Het Vaderland van 27 januari zijn indrukken onder meer als volgt: "Een wonderbare menging van muziekadeldom én van geestelijke-jeugd-stand, van klassieke beheersching en zelftucht én van oplichtend zielevuur, hoor ik in het spel van Ginette Neveu, die me buitengewoon interesseert: een prachtige donkere roode roos in een Fransch-klassieke vaas."
De Tweede Wereldoorlog onderbrak haar internationale carrière. In die periode schreef Francis Poulenc een sonate voor viool en piano voor Neveu, zijn opus 119 gepubliceerd in 1944 (na Neveus dood in 1949 herschreef hij dit werk). In 1945 begon ze dan opnieuw te toeren. Ze maakte toen haar debuut in Londen. Haar broer Jean-Paul begeleidde haar op de piano. Ze toerden samen door Europa en speelden ook in Australië, de Verenigde Staten en Zuid-Amerika.
Ginette Neveu gaf haar laatste concert op 20 oktober 1949. Een week later stierf ze samen met haar broer, de pianist Jean Neveu met wie ze vaak optrad, en alle andere inzittenden van een Lockheed Constellation van Air France die tegen een bergflank vloog bij een mislukte landingspoging op het eiland São Miguel in de Azoren. Onder de slachtoffers was ook de bekende Franse bokskampioen Marcel Cerdan. Ook de violen van Neveu, gebouwd door Antonio Stradivari's zoon Omobono  en Giovanni Battista Guadagnini gingen bij de vliegtuigramp verloren.